# 福恵
懐親王福恵（康熙60年10月9日（1721年11月27日） - 雍正6年9月9日（1728年10月11日））、清の雍正帝の第六子（実際には第八子だが、そのうち2人は早世したため子の序列には数えられなかった）、生母は敦粛皇貴妃年氏。

## 生涯
康熙60年10月9日（1721年11月27日）に生まれた。元の名前は弘晟。
雍正4年（1726年）に福恵と改名（『雍正朝起居登録』では富慧と記載される）。
雍正6年9月9日（1728年10月11日）、福恵は夭折し、わずか8歳で亡くなった。
雍正13年（1735年）、雍正帝の崩御により即位した異母兄乾隆帝が弟を追封して親王とし、諡号は「懐」とした。